# Понскарм, Юбер
Франсуа Жозеф Юбер Понскарм (фр. François Joseph Hubert Ponscarme; 1827, Бельмон-ле-Дарне — 1903, Малакоф) — французский скульптор, один из лучших медальеров Франции.

## Биография
Родился в крестьянской семье. Однажды, работая на пашне, Юбер нашёл прекрасно сохранившуюся монету с изображением Каракаллы и, возможно, именно с тех пор захотел стать медальером.
В 1840-х годах окончил семинарию. Зарабатывал тем, что вырезал могильные кресты на кладбище. Позже отправился к старшему брату в Париж.
В 1850-х учился в Национальной высшей школе изящных искусств под руководством Эжена-Андре Удине, Огюста Дюмона и Луи Мерле. По окончании Школы создал бюст Наполеона III, которую преподнёс в дар музею Эпиналя.
В 1854 заслуги и талант Понскарма были вознаграждены, и он получил вторую премию Гран-при по гравюре и медальерству. В 1855 удостоен второй Римской премии. В 1857 году вновь отмечен премией в категории скульптуры.
В 1871 году был назначен профессором в Школе изящных искусств в Париже, где среди его известных учеников были Оскар Роти, Александр Шарпантье, Абель Лафлер, Адольф Риве и другие.

## Творчество

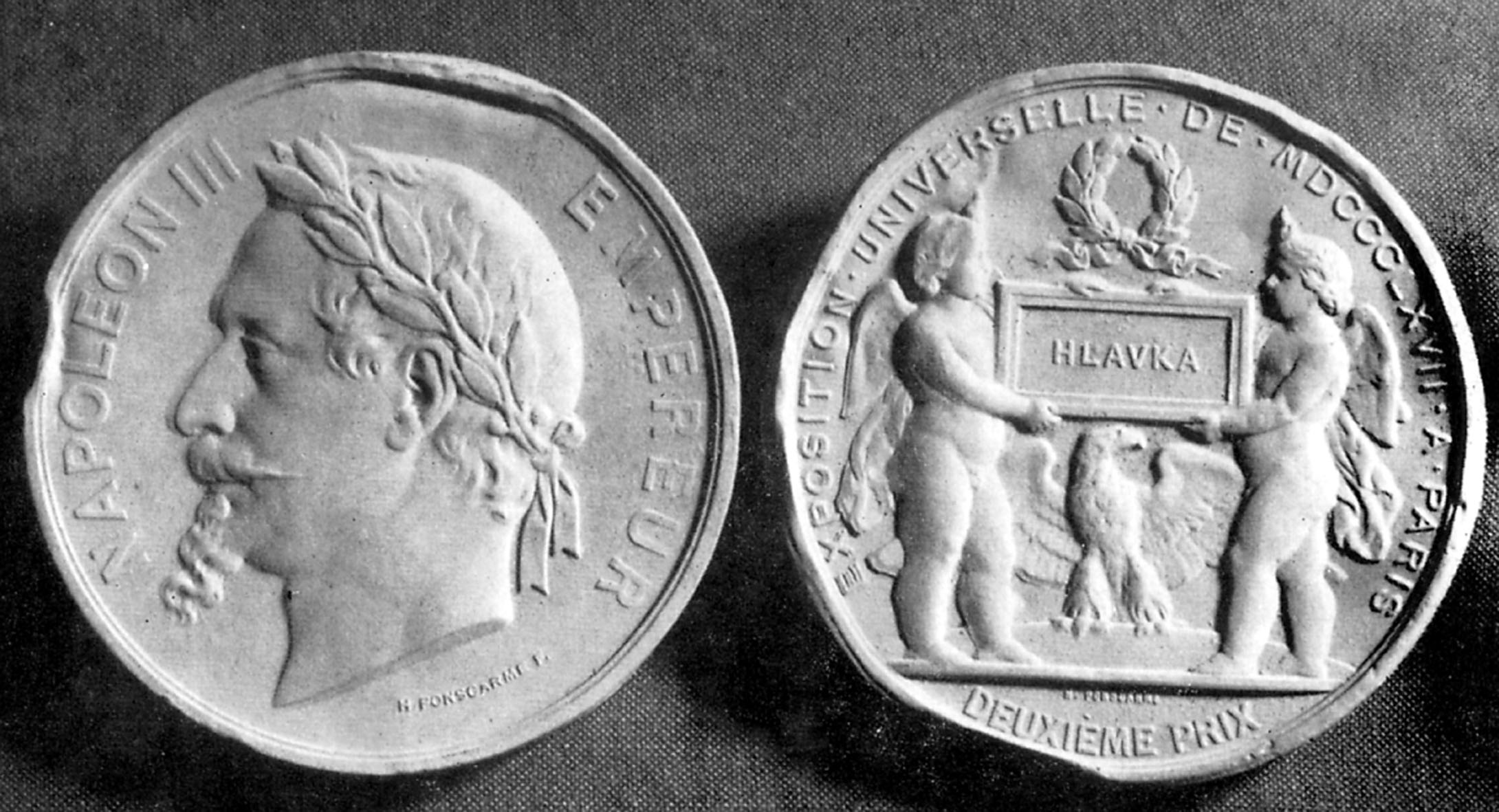
Медаль II степени в области архитектуры. Всемирная выставка (1867)

В конце 1860-х — начале 1870-х годов заложил основы и развил реалистический стиль медальерного портрета. Именно Понскарм в 1867 году первым из медальеров отказался от бортика по окружности медали и сделал изображение и фон медали единой частью скульптурной композиции, включая в неё элементы пейзажа и различные повседневные предметы.

## Избранные работы
- «Наполеон III. Всемирная выставка в Париже. 1867» (недоступная ссылка)
- «Марианна. 1884»
- «Министерство сельского хозяйства» 1886" (недоступная ссылка)
- Бронзовые портреты Луи Блана, Мари Франсуа Сади Карно, Эдгара Кинэ, Жюля Мелена,Жюля Ферри и др.